# Université française d'Égypte
 Université française d’Égypte (Franska universitetet i Egypten) är ett universitet i Egypten.   Det ligger i guvernementet Kairo, i den norra delen av landet, 40 km öster om huvudstaden Kairo.